# Rudolf Stein
Rudolf Stein (ur. 29 maja 1899 w Lipsku, zm. 14 sierpnia 1978 w Bremie) – niemiecki konserwator zabytków i architekt.

## Życiorys
Stein ukończył Gewerbe- und Staatsbauschule - akademię sztuk pięknych w Lipsku, Uniwersytet Techniczny w Dreźnie oraz Uniwersytet Wrocławski. Studiował architekturę i historię sztuki, zaś w 1931 obronił pracę doktorską. W tym czasie pracował w służbie państwowej, zdobywając kolejne rangi urzędnicze: w 1926 miejskiego budowniczego (Stadtbaumeister), następnie miejskim radcą budowlanym (Magistratsbaurat) i konserwatorem we Wrocławiu. Kierował tam pracami przy renowacji Ratusza oraz zajmował się historią architektury Rynku. Opracowania Steina posłużyły jako podstawa powojennej odbudowy Rynku.
Po II wojnie światowej został kierownikiem restauratorów katedry Dombaumeister w Erfurcie. Wkrótce wyjechał do Hanoweru i uczestniczył w restauracji tamtejszego ratusza. W 1952 został jak następca Gustava Ulricha konserwatorem miejskim w Bremie. Zaangażował się w restaurację wagi miejskiej przy Langenstraße oraz Domu Rzemiosła przy Ansgariihof.
W 1964 odszedł z urzędu, a jego następcą został Karl Dillschneider.

## Publikacje książkowe
- Das Bürgerhaus in Bremen, Verlag Ernst Wasmuth, Tybinga 1970
- Das Bürgerhaus in Schlesien, Verlag Ernst Wasmuth, Tybinga 1966
- Forschungen zur Geschichte der Bau- und Kunstdenkmäler in Bremen, 1960–1967
- Der Rat und die Ratsgeschlechter des alten Breslau, Göttinger Arbeitskreis (wyd.), Veröffentlichung Nr. 273, Holzner-Verlag, Würzburg 1963
- Der Große Ring zu Breslau, Wrocław 1935
- Klassizismus und Romantik in der Baukunst Bremens, Hauschild-Verlag, Brema 1964
- Romanische, gotische und Renaissance-Baukunst in Bremen, Hauschild-Verlag, Brema 1962